# Ciencia económica

Símbolo que representa la tendencia de crecimiento comúnmente asociado a la economía.

Icono que muestra billetes y monedas con el símbolo monetario de peso popularmente relacionados con la economía.

La ciencia económica (del griego οἶκος, oîkos, «casa»; y νομός nomós, «regla», «ley» o «prescripción»; es decir, «administración de la casa») es la ciencia social que estudia la manera en que los agentes deciden asignar recursos limitados y cómo esas decisiones
afectan a la sociedad. La ciencia económica se divide en dos grandes ramas, por un lado la microeconomía que estudia el comportamiento de los agentes económicos individuales y, por otro la macroeconomía que estudia todas las interacciones entre agentes individuales como un conjunto global.
Los economistas son los científicos sociales encargados de su estudio, para lo cual, utilizan el método científico para formular y probar hipótesis, concebir teorías y construir modelos económicos parciales y generales que puedan explicar el comportamiento económico de los agentes y las sociedades; así mismo, tales conocimientos se suelen aplicar para la solución de problemas económicos mediante la formulación, ejecución y evaluación de políticas económicas, mediante la construcción de sistemas de incentivos económicos para la mejora del funcionamiento de las instituciones públicas y las empresas, además de servir como criterio principal en la toma de decisiones económicas de los negocios. Para su estudio científico y aplicación, se utilizan herramientas de análisis como la estadística, la econometría, la ciencia de datos, y la computación científica.
La ciencia económica es una ciencia del comportamiento, ya que la economía es una actividad natural del ser humano que deriva en buena medida de su comportamiento gregario, tal como se aprecia en otros animales que exhiben el mismo tipo de conducta como las hormigas o las abejas que entre sus individuos presentan una división de tareas muy específica, lo cual tiene como único fin asegurar la supervivencia de las complejas colonias que forman en sus hormigueros y colmenas respectivamente. Independientemente de si se hace referencia a la economía de una ciudad, de un país o a la del mundo, la economía es simplemente un grupo de personas interactuando cotidianamente entre sí. El comportamiento de una economía refleja el comportamiento de sus individuos. Los fenómenos económicos se explican por la presencia de la actividad humana, ya que son los actos humanos los que dan sentido económico al mundo real de las cosas que nos rodean.
La economía como tal existe desde que el hombre tuvo que enfrentar la escasez de recursos y el exceso de demanda, así como la justa y eficaz repartición de los mismos.

## La economía como ciencia
La economía como ciencia es relativamente joven: nació en el siglo XVIII con Adam Smith, quien en su libro La riqueza de las naciones (1776), desarrolló el primer modelo de economía de mercado. 
La economía es una ciencia social que estudia el comportamiento y las elecciones del hombre entre bienes alternativos, en un contexto de escasez de recursos. Es decir, la economía estudia el comportamiento del hombre ante la escasez de recursos. Por ello se dice que la actividad económica es humana, y la economía una ciencia social. 
La escasez se refiere a la insuficiencia de recursos ante las necesidades siempre crecientes del hombre, y para explicarla se tiene que distinguir entre los tipos de bienes disponibles: 
- Bienes libres: Son aquellos que no escasean, es decir, existen en cantidad ilimitada, no son exclusivos ni tampoco rivales; por lo que su  consumo no genera algún problema económico.

- Bienes económicos: Son aquellos que escasean, o que están disponibles en forma limitada, por lo que al mismo tiempo pueden ser excluyentes y rivales. De acuerdo con las leyes de la oferta y la demanda, el mercado los distribuye de manera eficiente.

Al ser una ciencia social, cuyo objeto de estudio es el comportamiento económico del hombre, la economía se transforma al mismo tiempo que evoluciona el ser humano.
El problema de la economía es resolver y asignar correctamente los recursos. Para ello se deben responder las preguntas qué, cómo, cuándo, dónde y para quién producir.
En el ámbito de las ciencias sociales, la economía es la más cercana a las ciencias exactas ya que en ella se utilizan métodos matemáticos y estadísticos y sus resultados pueden ser predecibles.
Entonces, la economía (como ciencia económica) es la ciencia social que estudia:
- La extracción, producción, intercambio, distribución y consumo de bienes y servicios;
- La forma o medios de satisfacer las necesidades humanas ilimitadas mediante recursos limitados;
- La forma en la que las personas y sociedades sobreviven, prosperan y funcionan.
- La distribución eficiente de los factores productivos en una sociedad.

Por lo tanto, la economía puede definirse como la ciencia que estudia «cómo se organiza una sociedad para producir sus medios de existencia que, distribuidos entre sus miembros y consumidos por ellos, permiten que la sociedad pueda producirlos de nuevo y así sucesivamente, proveyendo con ello, de una forma constantemente renovada, la base material para el conjunto de la reproducción de la sociedad en el tiempo».
Más allá del enfoque en los procesos económicos (extracción, transformación, producción, distribución y consumo) el análisis económico se ha aplicado a negocios, finanzas, cuidado de la salud y gobierno. También se pueden aplicar a disciplinas tan diversas como el crimen, educación, la familia, el derecho, la elección pública, la religión, instituciones, guerra, la ciencia y el medio ambiente. En el cambio al siglo XXI, el expansivo dominio de la economía en las ciencias sociales se ha descrito como el imperialismo de la economía.
El fin último de la economía es mejorar las condiciones materiales de vida de las personas.

## Definiciones
En la economía hay diferentes puntos de vista, según el enfoque que se adopte. De ellos, destacan sobre todo dos: el enfoque objetivo y el enfoque subjetivo; por lo tanto, sobresalen la definición objetiva y la definición subjetiva, que refieren a dos teorías del valor (objetivo y subjetivo, respectivamente).

### Definición objetiva clásica
Los clásicos no hablaron de economía, sino de economía política. De la misma manera que los mercantilistas trataron de aumentar el fondo de capital productivo de la nación, también con el fin de aumentar la capacidad defensiva de la nación pero, combatiendo las políticas mercantilistas, trataron de lograrlo con un libre intercambio. La riqueza de las naciones (An Inquiry into the Nature and Causes of the Wealth of Nations, en el original en inglés), escrito por Adam Smith, tiene pocos aspectos originales, pero su visión de conjunto ha influido mucho sobre los economistas posteriores. Wealth en esos tiempos significaba un fondo de capital productivo.
Para un programa de crecimiento, Smith propone, en las primeras frases de su obra mayor:
- Reducir el trabajo improductivo, o sea el trabajo que no vuelve a ser insumo del próximo ciclo productivo, principalmente el consumo de los terratenientes que viven de rentas. Este concepto Smith lo debe a los fisiócratas con quienes compartió en su paso por París.
- Aumentar los mercados para facilitar una mayor división de trabajo. Este concepto incluye especializaciones, mejoras tecnológicas e inventos. La competencia, es decir, la imitación de tecnologías superiores, hace que la división de trabajo baje los precios, aumente los ingresos reales y el poder de compra que a su vez permite profundizar todavía más la división de trabajo. Respecto al trabajo improductivo, esto es, una mercancía o un servicio que no formará parte del próximo ciclo productivo, la división de trabajo no es importante, ya que el precio menor no es un insumo más barato del ciclo productivo que reduce el nivel general de precios.

### Definición objetiva marxista
La definición clásica de la corriente objetiva marxista es de Friedrich Engels, quien señala: «La economía política es la ciencia que estudia las leyes que rigen la producción, la distribución, la circulación y el consumo de los bienes materiales que satisfacen necesidades humanas». Karl Marx a su vez señala que la economía es «la ciencia que estudia las relaciones sociales de producción». También se le llama “la ciencia de la recta administración”, opuesta a la crematística. La corriente objetiva marxista se basa en el materialismo histórico, se refiere al concepto del valor-trabajo, por lo que el valor tiene su origen objetivo en la cantidad de trabajo requerido para la obtención de los bienes. Y es histórico porque concibe el capitalismo como una forma u organización social correspondiente a un determinado momento histórico. Esta definición ha engendrado una corriente de pensamiento económico que hoy día se le conoce como la economía política.

### Definición subjetiva o marginalista
La definición clásica de la orientación subjetiva o marginalista es de Lionel Robbins, quien afirma: «La economía es la ciencia que se encarga del estudio de la satisfacción de las necesidades humanas mediante bienes que, siendo escasos, tienen usos alternativos entre los cuales hay que optar».

## Objeto de estudio
El objeto de la economía es estudiar la distribución de los bienes económicos, considerando los procesos de producción, comercio, distribución y consumo de estos para satisfacer las necesidades del ser humano. En otras palabras, analiza las decisiones relacionadas entre los recursos de los que se dispone (limitados) y las necesidades que cubren (ilimitadas aunque jerarquizadas), de los individuos reconocidos para tomar dichas decisiones. El objeto de la economía es muy amplio, pues abarca el estudio y análisis de los siguientes hechos:
- La forma en que se fijan los precios de los bienes y de los factores productivos (tierra, trabajo, capital y habilidades empresariales) y cómo se utilizan para asignar los recursos.
- El comportamiento de los diferentes tipos de mercados y la forma en que se asigna el capital en la sociedad.
- Las consecuencias de la intervención del Estado en la sociedad y su influencia en la eficiencia del mercado.
- La distribución de la renta y propone los mejores métodos de ayuda a la pobreza sin alterar los resultados económicos.
- La influencia del gasto público, los impuestos y el déficit presupuestario del Estado en el crecimiento de los países.
- Como se desarrollan los ciclos económicos, sus causas, las oscilaciones del desempleo y la producción, así como las medidas necesarias para mejorar el crecimiento económico a corto y a largo plazo.
- El funcionamiento del comercio internacional y las consecuencias del establecimiento de barreras al libre comercio.
- El crecimiento de los países en vías de desarrollo.

## Conceptos económicos básicos
- Beneficio: resultado de la diferencia de gastos e ingresos derivados de una actividad económica, si los gastos son mayores se producirán pérdidas.
- Bien: un bien es todo aquello que satisface una necesidad y tiene un valor.
- Servicio: es una prestación destinada a satisfacer una necesidad personal o social pero que no consiste en la producción de un objeto.
- Coste de la vida e inflación: el coste de la vida es la cuantía de los gastos mínimos indispensables para obtener los bienes y servicios básicos; para calcularlo se suma el valor de un conjunto de productos y con este resultado se define el IPC índice de precios de consumo. La subida de los precios de los productos es lo que llamamos inflación.
- Inversión y especulación: la inversión es la cantidad de dinero que se destina a iniciar un negocio o a mantenerlo y mejorarlo con el objeto de obtener un beneficio. Cuando se obtiene un rápido beneficio de una operación comercial basado solo en el precio de los bienes se habla de especulación.
- Mercado: conjunto de consumidores que demandan bienes y servicios al conjunto de los productores que los ofrecen.
- Producción y productividad: llamamos producción a los bienes y servicios generados por una actividad económica. La relación entre lo producido y los medios empleados determina la productividad. Si se obtiene una elevada productividad utilizando pocos medios, se dice que la producción es alta. Cuando se emplean muchos medios pero la productividad es pequeña, la producción es baja.
- Producto interior bruto (PIB) y PIB per cápita: el PIB es el valor total de los bienes y servicios producidos en un territorio durante todo un año. El PIB refleja la riqueza o renta generada en ese territorio, pero para conocer cuál es la riqueza o renta media de su población, es decir, PIB per cápita, hay que dividir el PIB del territorio considerado entre el número de sus habitantes. Este no considera la depreciación de los equipos, solo su valor inicial o nuevo, cuando se desea conocer el valor total menos la depreciación, se llama "PIN" Producto interno neto.

## Objetivos sociales de la economía
- Estabilidad económica: La estabilidad de los precios tiene que ver con evitar la inflación o deflación, ya que estas pueden causar desigualdades en la economía.
- Pleno empleo: El pleno empleo existe cuando se utilizan completamente los recursos que son escasos de una economía (mano de obra).
- Crecimiento económico sostenido, sin variaciones drásticas.
- Equidad económica: Las acciones y políticas económicas se evalúan tomando en cuenta lo que las personas consideran correcto e incorrecto, mediante la distribución conveniente de los recursos económicos, lo que va a permitir que estos recursos fueran combinados en la mejor manera posible para suministrar los bienes y servicios necesarios.
- Eficiencia económica: La eficiencia económica es el estado en el que un sistema económico logra y utiliza recursos escasos de una manera más productiva, generando mayores o mejores resultados en servicios o bienes, que los previstos, sin que se incremente los costos de producción.
- Libertad económica: Se refiere a aspectos como la libertad de los consumidores para decidir cómo gastar su dinero o ahorrarlo y la libertad de los trabajadores para cambiar de empleo.
- Crecimiento económico: Tiene que ver con el aumento en la producción de bienes y servicios a través del tiempo. Se relaciona con el ritmo de aumento de su población y su productividad. El crecimiento económico se mide según los cambios en el nivel del producto interno bruto real (PIB).
- Seguridad económica: Protege a los consumidores, productores y propietarios de los recursos de los riesgos que hay en la sociedad. Cada sociedad decide que riesgos son los que necesitan protección y si deben pagarlos los individuos, empresarios o gobierno.
- Distribución satisfactoria de los ingresos: Se refiere a una distribución acorde a las diferencias en la iniciativa, el esfuerzo y la habilidad. El estado sirve de equilibrio en la redistribución de la riqueza mediante su poder de gasto.[30]

## Elementos de estudio de la economía

### 1- Factores de producción
- Tierra

Tierra, en economía, es el concepto que abarca a todos los recursos naturales cuyo suministro está inherentemente fijado (es decir, no cambia respondiendo a las variaciones de sus precios en el mercado).
En ese conjunto se incluyen las tierras propiamente dichas, definidas por su localización geográfica en la superficie terrestre (concepto que excluye las mejoras debidas a las infraestructuras y el capital natural, que puede ser degradado por las acciones humanas -factores biogeográficos, como el suelo, el clima, la hidrología, etc.-), los depósitos minerales del subsuelo, e incluso las localizaciones en órbita geoestacionaria y una parte del espectro electromagnético.
En economía clásica se considera la tierra como uno de los tres factores de producción, siendo los otros el capital y el trabajo; la remuneración derivada de la propiedad o el control de la tierra (o de los recursos naturales en ella incluidos) se suele denominar renta o renta de la tierra.
- Trabajo

En teoría económica, el concepto trabajo se refiere a la actividad, normalmente física aunque también puede ser intelectual, que las personas desempeñan ya sea como deber o actividad dependiente de la profesión, necesidades y deseos de una comunidad más amplia. Alternativamente, el trabajo puede verse como la actividad humana que contribuye (junto con otros factores de producción) hacia los bienes y servicios dentro de una economía.
A lo largo de la historia y coexistiendo entre ellas ha habido muchas formas de organización de la labor y de la producción como, por ejemplo, el trabajo de casa o desde un establecimiento, desde la esclavitud al pequeño taller artesano, pasando por la servidumbre y la aparcería. Pero desde el siglo XIX y la revolución industrial y sin desaparecer otras formas, el trabajo asalariado es la forma dominante. Actualmente aún coexisten el trabajo asalariado, el trabajo autónomo (profesiones liberales, comerciantes y otros), el trabajo informal o irregular (el cual sigue siendo salario pero sin control del fisco), la servidumbre, así como un nivel de desempleo (personas que buscan y no consiguen empleo).
El salario o sueldo es el valor del trabajo del pago en el mercado de trabajo, determinado en un contrato de trabajo que puede realizarse en forma individual (contrato individual de trabajo) o colectiva (contrato colectivo de trabajo).
El trabajo está esencialmente relacionado con la construcción y el uso de herramientas, y por lo tanto con la técnica y la tecnología, así como con el diseño de los procesos de trabajo y producción (véase: fordismo, taylorismo, toyotismo). 
- Capital

En economía, se entiende por capital un componente material de la producción, básicamente constituido por maquinaria, utillaje o instalaciones, que, en combinación con otros factores, como el trabajo, materias primas y los bienes intermedios, permite crear bienes de consumo. Según Michael Parkin, el capital son las herramientas, los instrumentos, la maquinaria, los edificios y demás construcciones que se utilizan para producir bienes y servicios, pero una parte de la teoría económica sostiene que el capital también puede ser humano, cuando las personas agregan a su trabajo, educación y experiencia.
En sentido contable, se concreta en los bienes y derechos (elementos patrimoniales del activo) menos las deudas y obligaciones (pasivo), de todo lo cual es titular el capitalista. Así se dice que se capitaliza o se amplía capital cuando aumenta su activo o disminuye su pasivo o se incorporan nuevas aportaciones de socios o se reduce el endeudamiento con terceros. Cuando el pasivo es superior al activo se resuelve que la unidad económica está en situación de capital negativo (negative equity, en inglés).
El capital debe distinguirse analíticamente de la empresa en sí y de la gerencia, aunque en muchos casos los papeles sociales de capitalista o empresario y gerente se puedan dar simultáneamente en una misma persona, como suele suceder en las unidades productivas más pequeñas.
- Organización y empresariedad

Una organización es un grupo de personas que trabajan en conjunto para crear valor agregado satisfaciendo necesidades de su grupo de interés. La organización es un sistema abierto y dinámico que opera dentro e interactúa con el ambiente.
Desde la Segunda Revolución Industrial y, sobre todo, desde inicios del siglo XX, se puede afirmar que, vivimos en un mundo organizacional. Nacemos dentro de organizaciones y nos educamos en ellas. Adquirimos buena cantidad de nuestros alimentos en organizaciones y además  estos son producidos por organizaciones; y dedicamos gran parte de nuestro tiempo trabajando en ellas o para ellas. También acudimos a ellas cuando disfrutamos de nuestro tiempos de ocio o desarrollamos nuestra actividad espiritual. Es decir, la mayor parte de nuestras vidas transcurre en organizaciones o en contacto con organizaciones. Nacemos, vivimos y morimos en organizaciones o en contacto estrecho con ellas.
Más aún, la organización es un fenómeno cuyas manifestaciones son tan remotas como la misma sociedad humana, es decir, la organización entre varios individuos, tal y como se encuentra en las primeras comunidades familiares prehistóricas, tribus, clanes, precedieron, sin duda, a la formación de esa colectividad más amplia que hoy conocemos bajo el nombre de sociedad.
Entonces, se la puede entender como un acuerdo deliberado de personas para llevar a cabo un propósito específico. Es decir, una organización es una herramienta que utilizan las personas para coordinar sus acciones con el fin de obtener algo que desean o valoran, o sea, lograr sus metas. Por lo cual, una organización es la respuesta a alguna necesidad humana y el medio de satisfacerla.
En organizaciones lucrativas dicho valor agregado se traduce en utilidades que repartirán dividendos o remunerarán el capital invertido; en organizaciones no lucrativas se satisfarán necesidades, pudiendo obtener utilidades pero sin remunerar al capital o distribuir dividendos.

### 2- Agentes económicos
- Sector privado

El sector privado, que se contrapone al sector público, es aquella parte de la economía que busca el lucro en su actividad y que no está controlada por el Estado. Por contraste, las empresas que pertenecen al Estado son parte del sector público. Entonces, el sector privado está compuesto por las empresas que no son del estado y por las familias. Las organizaciones privadas sin ánimo de lucro están incluidas en el sector voluntario o tercer sector.
- Sector público

El sector público es el conjunto de organismos administrativos mediante los cuales el Estado cumple, o hace cumplir la política o voluntad expresada en las leyes del país.

### 3- Sectores de producción o actividad
- Sector primario

El sector primario está formado por las
actividades económicas relacionadas con la recolección o extracción y la transformación de los recursos naturales con poca o ninguna manipulación. Las principales actividades del sector primario son el sector agropecuario (agricultura y ganadería), la silvicultura (explotación forestal), la apicultura, la acuicultura, la minería, la pesca, y la caza.  Usualmente, los productos primarios son utilizados como materia prima en las producciones industriales.
Los procesos industriales que se limitan a dar un valor añadido a los recursos naturales suelen ser considerados parte del sector primario, especialmente si dicho producto es difícil de ser transportado en condiciones normales a grandes distancias. 
- Sector secundario

- Sector terciario

El sector servicios o sector terciario es el sector económico que engloba las actividades relacionadas con los servicios no productores o transformadores de bienes materiales.  Generan servicios que se ofrecen para satisfacer las necesidades de cualquier población en el mundo. 
Incluye subsectores como comercio, comunicaciones, centro de llamadas,  finanzas, turismo, hostelería, ocio, cultura, espectáculos, la administración pública y los denominados servicios públicos, los presta el Estado o la iniciativa privada (sanidad, educación, atención a la dependencia, entre otros).
Dirige, organiza y facilita la actividad productiva de los otros sectores (sector primario y sector secundario). Aunque se le considera un sector de la producción, propiamente su papel principal se encuentra en los dos pasos siguientes de la actividad económica: la distribución y el consumo.
- Sector cuaternario

En el sector cuaternario las empresas invierten para asegurar una mayor expansión, lo que se ve como un medio de generar mayores márgenes o rentabilidad de las inversiones. La investigación se dirige hacia la reducción de costes, aprovechamiento de los mercados, la producción de ideas innovadoras, nuevos métodos de producción o métodos de fabricación más eficientes, entre otros. Para muchos ramos, como la industria farmacéutica, el sector cuaternario es el de más alto valor añadido, ya que crea productos de los que se beneficiará en un futuro la empresa.

## Ramas en que se puede dividir la economía

### Economía teórica y empírica
- La economía teórica busca crear modelos que expliquen los fenómenos económicos (por ejemplo, el equilibrio general).
- La economía empírica busca la confirmación o refutación de tales modelos mediante experimentación o acceso a fuentes empíricas (por ejemplo, Historia económica).[55]

### Microeconomía y macroeconomía
La economía para su estudio se divide en dos campos: microeconomía y macroeconomía.
- La microeconomía se refiere al estudio de las elecciones que hacen individuos, empresas y gobiernos, denominados "agentes económicos"; es decir, su comportamiento ante la escasez. La microeconomía explica cómo se determinan variables como los precios de bienes y servicios, el nivel de salarios, el margen de beneficios y las variaciones de las rentas. Los agentes económicos tomarán decisiones intentando obtener la máxima satisfacción o utilidad posible.

- La macroeconomía se refiere al estudio del funcionamiento de la economía nacional y global. Analiza las variables agregadas, como el monto total de bienes y servicios producidos, el total de los ingresos, el nivel de empleo, de recursos productivos, la balanza de pagos, el tipo de cambio y el comportamiento general de los precios.
- Recientemente se han añadido los campos de la mesoeconomía y la metaeconomía.[56] Sin embargo, no están plenamente consolidados como los dos anteriores.

### Economía normativa y economía positiva
En las ciencias se distingue entre el análisis de lo que es y de lo que debiera ser, la economía distingue entre economía positiva que estudia lo que es (desde un punto de vista objetivo), en esta rama económica las proposiciones pueden demostrarse erróneas según las observaciones reales. Por el contrario la economía normativa estudia lo que debiera ser (desde un punto de vista subjetivo), así este enfoque depende de los juicios de valor de las personas.

### Economía ortodoxa y heterodoxa
- La economía ortodoxa o convencional es la que normalmente se enseña más en las universidades y trata mayoritariamente la tríada racionalidad-individualismo-equilibrio.
- La economía heterodoxa conforma un cuerpo más heterogéneo y divergente de análisis económico y abarca otros marcos como la tríada instituciones-historia-estructura social.[57]

### Economía política y economía de empresa
- La economía política es el estudio de la producción y el comercio y sus relaciones con la ley, las costumbres y el gobierno, y con la distribución del ingreso nacional y la riqueza. Como disciplina, la economía política se originó en la filosofía moral en el siglo XVIII para explorar la administración de la riqueza de los Estados.[58]
- La economía de la empresa es el estudio de cómo dirigir recursos escasos de tal manera que se logre de la forma más eficiente posible una meta directiva. Contribuyendo a aumentar la rentabilidad y el valor actual de la empresa.[59]

La microeconomía es la rama de la teoría económica que estudia el comportamiento de los agentes económicos, es decir, de los inversores, las empresas, los consumidores y los trabajadores.
- La economía se centra también en el comportamiento de los individuos, su interacción ante determinados sucesos y el efecto que producen en su entorno. Por ejemplo, el efecto que producen en los precios, la producción, la riqueza o el consumo, entre otros. Es una ciencia social porque estudia la actividad y comportamiento humanos, que es un objeto de estudio altamente dinámico.
- El capitalismo es un sistema económico y social basado en que los medios de producción deben ser de propiedad privada, el mercado sirve como mecanismo para asignar los recursos escasos y el capital sirve como fuente para generar riqueza. Un sistema capitalista se basa principalmente en que la titularidad de los recursos productivos es de carácter privado.

## Multidisciplinariedad de la economía
En la teoría neoclásica se tiene la concepción de lo económico como un sistema cerrado y autónomo en el que los otros subsistemas (político, tecnológico, social, ecológico, ...) entran como restricciones del sistema autónomo. No obstante, aunque ha habido resistencia a la introducción de factores además del mercado en los modelos teóricos, su influencia ha sido inevitable. 
Actualmente la economía se vale de distintas disciplinas para aportar una mayor consistencia lógica y empírica a sus proposiciones, así como para aumentar la capacidad de sus predicciones:
- La estadística y las matemáticas aplicadas para fundamentar ordenada, rigurosa y razonadamente cualquier argumento, hipótesis y teoría, así como para analizar datos y construir modelos descriptivos y de pronóstico sobre los fenómenos económicos.

- La ciencia de datos[11], el aprendizaje automático[60] y la computación científica,[61] que aportan modernas metodologías y potentes herramientas para la simulación computacional de hipótesis, así como para la recopilación, tratamiento, análisis de datos y modelado predictivo a partir de pequeñas, medianas y grandes cantidades de datos económicos (economic big data). Al respecto, la economía digital[62] y la economía computacional[63] son un claro ejemplo.

- La administración y la economía se relacionan en la cuestión del fenómeno económico pero abordado desde diferentes perspectivas, dado que mientras la economía enfatiza en la búsqueda de la comprensión de las leyes y principios que rigen la producción, distribución y consumo de bienes y servicios mediante el método científico, la administración busca comprender cómo las organizaciones pueden funcionar de la mejor manera para gestionar de manera concreta la producción, la distribución y/o el consumo de un determinado bien o servicio, comportándose esta última, más como una forma de tecnología social que como una ciencia en sentido estricto.

- La psicología para estudiar cómo interactúan y toman decisiones los agentes económicos en los mercados; qué motores motivan sus decisiones, y si estas suelen ser de carácter racional o no (economía conductual)[64]

- La historia, con su respectivo campo de historia económica que estudia cómo los seres humanos han gestionado el cumplimiento de sus necesidades a lo largo de esta (mediante los denominados sistemas económicos).[65] Dado que en economía no pueden realizarse experimentos,[66] es una fuente empírica muy importante.

- La sociología que aplica marcos de referencia, variables y modelos sociológicos asociados con la distribución, producción, y consumo de bienes y servicios.[67]

- La ciencia política que explica las relaciones de poder que intervienen en los procesos económicos para impedir o favorecer sus objetivos en la práctica.

- El derecho como orden jurídico que acota y establece el conjunto de comportamientos económicos permitidos, así como el reconocimiento de los derechos de propiedad, esenciales para la comprensión de la economía moderna.

- La filosofía para explicar cómo se determinan los objetivos y especular acerca del orden normativo, jurídico o moral que ha de subyacer a los objetivos y comportamientos económicos tanto de las personas físicas y jurídicas; así como su relación contractual con el Estado.

Recientemente, investigaciones de disciplinas naturales como la neurociencia (neuroeconomía) o la física (econofísica) están tratando de aplicar los modelos y descripciones provenientes de tales ciencias para la explicación de los diferentes comportamientos económicos. La economía, es por tanto, un área de estudio tremendamente multidisciplinar que requiere un amplio abanico de conocimientos para su completa comprensión.

## Historia
Los autores clásicos hablaban de Political Economy (Economía Política), no de Economics. Con el paso de los años, el uso del vocablo Economics se hizo cada vez mayor porque los economistas querían constituir una “ciencia auténtica” como la Física (Physics) o las Matemáticas (Mathematics). Nótese el sufijo de estas palabras en inglés. 
La razón de remontarnos a estos cambios en las palabras, es porque la Economía al intentar hacer ciencia pura como la Física, tomó nociones de ella: las partículas (agentes económicos), el principio de optimización (maximización de la utilidad y minimización de costos) y la convergencia al equilibrio (cuando las partículas se estabilizan en torno a unos precios).
La metodología de investigación en Economía inicialmente consiste en estudiar el sistema “sin fricciones”, para después incorporarlas.

## Críticas

### Críticas generales
"Ciencia lúgubre" es el apelativo que le fue dado a la economía por el historiador de la era victoriana Thomas Carlyle en el siglo XIX. Se dice que Carlyle le dio este nombre como respuesta a los escritos del reverendo Thomas Maltus, quien predijo que la catástrofe maltusiana en la que se predecía la inanición de gran parte de la humanidad por el crecimiento geométrico de la población frente al aritmético de la comida. A pesar de esto, la frase fue formulada por Carlyle en el contexto de un debate con John Stuart Mill acerca de la esclavitud, en el cual Carlyle argumentó a favor de esta, y Mill en contra.
Algunos economistas, como John Stuart Mill o Léon Walras, mantienen que la producción de riqueza no debe asociarse con su distribución.
En La Riqueza de las Naciones, Adam Smith señaló muchos problemas que son también sujeto de debate. Smith atacó repetidamente los grupos alineados políticamente que querían influir en los gobiernos a su favor. En los días de Smith, estos grupos eran referidos como "facciones políticas", pero ahora son llamados grupos de "intereses especiales", un término que puede englobar a banqueros internacionales, conglomeraciones corporativas, oligopolios, monopolios, organizaciones de comercio y otros grupos.
La economía, como ciencia social, es independiente de la acción política de cualquier gobierno u organización tomadora de decisiones. A pesar de esto, muchos diseñadores de políticas o individuos con una posición alta que pueden influenciar las vidas de otras personas son conocidos por utilizar arbitrariamente una plétora de conceptos económicos y retórica como vehículos para legitimar agendas políticas y sistemas de valores, sin limitar sus observaciones a asuntos relevantes a su responsabilidad. La cercana relación de la práctica y teoría económica con la política es un foco de contienda que puede ensombrecer o distorsionar los principios menos pretenciosos de la economía, y normalmente se confunden con agendas sociales específicas y sistemas de valores.
No obstante, la economía tiene un rol legítimo a la hora de informar y guiar la política gubernamental. Recordemos que esta proviene del viejo campo de la economía política. Algunos diarios académicos de economía están realizando mayores esfuerzos para conseguir un consenso en los economistas respecto a ciertas políticas con la esperanza de conseguir un ambiente más informado políticamente. Actualmente, existe un bajo grado de aprobación entre los economistas profesionales respecto a muchas políticas públicas. Asuntos de política que se destacaron en una reciente encuesta de los economistas de la AEA incluyen la restricción al comercio, seguridad social para aquellos que acaban desempleados por la competición internacional, la comida genéticamente modificada, reciclaje, seguro de salud (varias cuestiones), mala práctica médica, barreras a entrar la profesión médica, donaciones de órganos, comida insana, deducciones hipotecarias, impuestos sobre ventas de internet, casinos, y objetivos de inflación.
En Steady State Economics (1977), Herman Daly argumenta que existen inconsistencias lógicas entre el énfasis puesto en el crecimiento económico y la disponibilidad limitada de recursos naturales.
Cuestiones como la independencia del banco central, las políticas de este y la retórica en los discursos de sus gobernadores, o las premisas de la política macroeconómica monetaria o fiscal del Estado, son focos de are contienda y crítica.
Deirdre McCloskey ha argumentado que muchos estudios empíricos son poco reportados, y ella y Stephen Ziliak argumentan que a pesar de que su crítica ha sido bien recibida, la práctica no ha mejorado. Esta última contienda es controversial.
Un estudio de 2002 del Fondo Monetario Internacional observó las "predicciones consensuadas" (predicciones de grandes grupos de economistas) que se hicieron antes de 60 recesiones nacionales diferentes en los años 1990: en el 97% de los casos los economistas no fueron capaces de predecir la contracción de un año más tarde. En las raras ocasiones en las que los economistas predijeron las recesiones de forma exitosa, subestimaron significativamente su severidad.

### Críticas de los supuestos
La economía neoclásica se ha criticado bastante debido a que depende de ciertos supuestos irreales, inverificables, o altamente simplificados, que en algunos casos no hacen más que simplificar las pruebas para la conclusión deseada (no la verdadera). Ejemplos de estas asunciones incluyen la información perfecta, La maximización de beneficios y la teoría de la elección racional. El campo de la economía de la información incluye tanto investigaciones económico matemáticas como de economía conductual, emparentada con los estudios en la psicología del comportamiento.
Sin embargo, economistas prominentes de la corriente principal como Keynes y Joskow han observado que gran parte de la economía es conceptual, más que cuantitativa, y difícil de modelizar y formalizar cuantitativamente. En una discusión acerca de la investigación del oligopolio, Paul Joskow señaló en 1975 que en la práctica los estudiantes serios de las economías tienden a usar "modelos informales" basados en factores cualitativos específicos de industrias particulares. Joskow tenía un sentimiento fuerte que el importante trabajo en oligopolios estaba hecho a través de observaciones informales mientras que los modelos formales fueron "sacados a relucirex post". Argumentó que los modelos formas eran poco importantes en el trabajo empírico, y el factor fundamental detrás de la teoría de la empresa, el comportamiento, fue negado.
Philip Mirowski observa que:

Los imperativos del programa de investigación ortodoxo de la ciencia económica dejan poco margen de maniobra y para la originalidad. ... Estos mandatoss ... Apropiados como muchas técnicas matemáticas y expresiones metafóricas de la respetable ciencia contemporánea, principalmente física como sea posible. ... Preservan al máximo posible las nociones del siglo XIX del "orden natural" ... Deniega enérgicamente que la teoría neoclásica imita servilmente a la física. ... Ante todo, previene cualquier programa de investigación rival que le invada ... ridiculizando todo intento externo de apropiarse de modelos de física del siglo XX. ... Toda la teorización es [de esta manera] tomada como rehén del concepto del siglo XIX de energía.

En una serie de estudios revisados en revistas y conferencias, y libros publicados a lo largo de varias décadas, John McMurtry ha criticado largamente aquello que denomina "suposiciones sin examinar de la economía, y su consecuente costo para la vida de las personas."
Nassim Nicholas Taleb y Michael Perelman son dos escolares más que han criticado la economía convencional o "mainstream". Taleb se opone a la mayoría de la teorización económica, que desde su punto de vista sufre agudamente del sobreuso de la Teoría Platónica de las Formas, y llama a la cancelación del Premio Nobel de Economía, afirmando que el daño de las teorías económicas puede ser devastador. Michael Perelman ha aportado una gran cantidad de críticas a la economía neoclásica y sus asunciones en sus libros (y especialmente en sus libros escritos a partir de 2000), además de en artículos y entrevistas.
A pesar de estos problemas, los programas convencionales de graduado en economía se están haciendo más técnicos y matemáticos.

## Economía para filósofos
La economía, para Aristóteles, es la ciencia que se ocupa de la manera en que se administran unos recursos o el empleo de los recursos existentes con el fin de satisfacer las necesidades que tienen las personas y los grupos humanos.
Su objeto de estudio es la actividad humana y, por tanto, es una ciencia social. Las ciencias sociales se diferencian de las ciencias puras o naturales en que sus afirmaciones no pueden refutarse o convalidarse mediante un experimento en laboratorio y, por tanto, usan una diferente modalidad del método científico. De aquí su complejidad y alto nivel de incertidumbre, valiéndose de aproximaciones, o al menos definiendo la tendencia en el comportamiento de las variables económicas. Por otra parte, el sujeto de estudio es altamente dinámico, por lo que es arriesgado aventurarse a predecir sus comportamientos con precisión. Por otra parte, las nociones que derivan de lo que “debe ser” la economía son propias de la economía normativa y, como tales, no pueden probarse.
La ciencia económica está siempre justificada por el deseo humano de satisfacer sus propios fines. Este aspecto de la definición propuesta por Robbins es discutible y probablemente es el que menos se ha desarrollado en toda la historia del análisis económico salvo, acaso, por la Escuela Austríaca y especialmente para la producción de otros bienes y servicios. Este concepto de coste, más allá del puro concepto monetario, es propio de los economistas y se conoce como coste de oportunidad. Para asignar los recursos debe existir un criterio que permita comenzar a realizar las pruebas sociales y económicas.

## Principales escuelas del pensamiento económico
- Escuela austríaca
- Escuela clásica
- Escuela de Chicago
- Escuela Neoinstitucionalista
- Escuela de Salamanca
- Escuela estructuralista
- Escuela fisiocrática
- Escuela keynesiana
- Escuela marxista
- Escuela mercantilista
- Escuela monetarista
- Escuela neoclásica
- Escuela neokeynesiana
- Escuela postkeynesiana
- Economía solidaria